# Stonton Wyville
Stonton Wyville – wieś i civil parish w Anglii, w Leicestershire, w dystrykcie Harborough. W 2001 civil parish liczyła 21 mieszkańców. Stonton Wyville jest wspomniana w Domesday Book (1086) jako Stantone.

## Położenie geograficzne
Stonton Wyville leży w odległości jedenastu mil na południowy wschód od miejscowości Leicester. 